# جون شنايدر
جون شنايدر (بالإنجليزية: John Schneider)‏ (و. 1960 – م) هو ممثل تلفزيوني، ومغني، وممثل، ومنتج أفلام، وكاتب سيناريو، وممثل أفلام، وكاتب غنائي، من الولايات المتحدة الأمريكية، ولد في ماونت كيسكو.

## أرائه السياسية
في ديسمبر 2023 وبسبب تغريدة على موقع إكس جاء فيها "سيدي الرئيس أعتقد أنك مذنب بالخيانة ويجب إعدامك علانية مع ابنك..."، حينها أشعل الممثل والمغني الأميركي جون شنايدر جدلاً واسعاً .وأكد بعدها جون شنايدر أنه لم يدعُ أو يلمح بأي شكل من الأشكال إلى قتل رئيس الولايات المتحدة، على الرغم أن خبر تصدر وسائل الإعلام في البلاد، وفق نقلت "نيويورك بوست". لكنه أكد في الوقت عينه حقه في انتقاد قادة البلاد، قائلا "قادتنا ضلوا طريقهم، والفساد مستشرٍ، سواء على حدود بلادنا أو في الخارج. يجب أن تتحقق الشفافية والمساءلة حتى تتمكن جمهوريتنا الدستورية من البقاء".

## وصلات خارجية
- جون شنايدر على موقع IMDb (الإنجليزية)
- جون شنايدر على موقع روتن توميتوز (الإنجليزية)
- جون شنايدر على موقع ألو سيني (الفرنسية)
- جون شنايدر على موقع ميوزك برينز (الإنجليزية)
- جون شنايدر على موقع أول موفي (الإنجليزية)
- جون شنايدر على موقع أول موفي (الإنجليزية)
- جون شنايدر على موقع قاعدة بيانات برودواي على الإنترنت (الإنجليزية)
- جون شنايدر على موقع قاعدة بيانات الأفلام السويدية (السويدية)
- جون شنايدر على موقع إن إن دي بي (الإنجليزية)
- جون شنايدر على موقع أول ميوزيك (الإنجليزية)